# Operculina hamiltonii
Operculina hamiltonii är en vindeväxtart som först beskrevs av George Don jr, och fick sitt nu gällande namn av D.F. Austin och G.W. Staples. Operculina hamiltonii ingår i släktet Operculina och familjen vindeväxter. Utöver nominatformen finns också underarten O. h. mucronata.